# 紀秋峰
紀 秋峰（き の あきみね）は、平安時代前期の歌人。参議・紀広浜の孫。美濃守・紀善峯の子。位階は六位。
寛平年間（889年-898年）に催された皇太夫人班子女王歌合などの歌合に出詠。勅撰和歌集には『古今和歌集』に2首入集している（歌番号158・324）。